# Can Clos (la Cellera de Ter)
Can Clos és una masia de la Cellera de Ter (Selva) inclosa a l'Inventari del Patrimoni Arquitectònic de Catalunya.

## Descripció
Es tracta d'una masia de grans dimensions que consta de planta baixa i dos pisos superiors, coberta amb una teulada a dues aigües de vessants a façana, amb un ràfec accentuat, sostingut per uns prominents cairats de fusta bastant deteriorats.
A la planta baixa destaca el gran portal adovellat d'arc de mig punt amb unes dovelles de grans dimensions i molt ben escairades.
Al primer pis o planta noble es troba la major acumulació i concentració d'elements ornamentals i decoratius que s'han traduït i sintetitzat en tres obertures, que es poden classificar en dues tipologies diferents. Per una banda, en el sector central i ubicada simètricament sobre el portal d'accés, trobem una magnífica finestra d'arc conopial amb decoració lobulada, amb muntants de pedra i ampit treballat. Es tracta d'un exemplar excel·lent i únic, com així ho acredita la seva mida enorme. Mentre que per l'altra, tenim dues finestres amb permòduls, una de les quals alberga en la llinda diversos motius ornamentals gravats, en concret quatre cossos hexagonals i un gran cos geomètric octogonal. Sota l'ampit de les tres finestres trobem la solució que consisteix en la disposició d'una sèrie de blocs de pedra -que solen oscil·lar entre dos i tres- com a mesura de reforç en la sustentació de la pesant finestra.
Finalment el segon pis contempla dues obertures: una finestra amb permòduls i una finestra quadrangular amb llinda, muntants de pedra i ampit treballat. Sota de l'ampit trobem la mateixa solució que el pis anterior, és a dir, disposició de pedres com a mesura de reforç i entremig dels blocs de pedra trobem unes minúscules obertures en format d'espitlleres.
Pel que fa al tema dels materials, prima la pedra. Dintre d'aquesta es reconeixen tres tipologies diferents: en primer lloc, tenim els còdols de riu sense desbastar i treballar localitzats en tot l'espai físic de la façana. En segon lloc, la pedra de Girona, és a dir la pedra nummulítica i calcària, present en zones puntuals i concretes com ara les dovelles del portal i els muntants i l'ampit de la finestra d'arc conopial. I en tercer lloc, la pedra sorrenca localitzada en els muntants i ampit de la resta d'obertures.
A mode d'apunt cal remarcar que la masia primigènia ha experimentat diverses intervencions en diferents moments històrics, que s'han traduït en l'ampliació del casal en ambdós costats.
Davant del casal trobem una important construcció de planta rectangular, coberta amb una teulada a dues aigües de vessants a laterals, coronada amb una minúscula creu de ferro forjat. En origen actuaria com a graner o paller, però en l'actualitat serveix per aparcar la maquinària agrícola emprada en les tasques del camp.

## Història
Les masies de la Cellera de Ter es poden classificar en tres grups. Per les seves característiques intrínseques, la masia de can Clos s'enquadraria dins d'un segon grup, el més nombrós. Aquest segon grup correspon als masos que presenten unes reformes i ampliacions que van des de la darreria del 1500 fins a les acaballes del 1600. És l'època de les grans portalades dovellades, dels finestrals gòtics lobulats i de les finestres senzilles i renaixentistes sense decoració.
D'aquesta manera trobem la Fanera (al Pladevall), can Dalmau (a la vila), i can Clos (al Plademunt). Totes tres són famílies importants que prenen part activa en la vila del poble i que unides finalment per lligams familiars passen a mans de la família Clos, la qual abandona el mas nadiu per anar a viure a can Dalmau, a la plaça.